# Fozzy (álbum)
Fozzy es el álbum debut de la banda de heavy metal Fozzy, liderada por el luchador profesional Chris Jericho y el guitarrista de Stuck Mojo Rich Ward. Salió a la venta el 24 de octubre del 2000.

## Información del álbum
El concepto en el que se basa el álbum es el de hacer versiones de canciones de grupos de heavy metal tales como Dio, Iron Maiden y Ozzy Osbourne. Aparte de eso, el álbum tiene dos canciones originales: "End of Days" y "Feel The Burn", escritas por la propia banda.

## Lista de canciones
| Fozzy |                      |                                                                |          |  |
| N.º   | Título               | Escritor(es)                                                   | Duración |  |
| 1.    | «Stand Up and Shout» | Ronnie James Dio, Jimmy Bain                                   | 3:39     |  |
| 2.    | «Eat the Rich»       | Butch Stone, Marc Storace, Fernando von Arb, Chris von Rohr    | 4:05     |  |
| 3.    | «Stay Hungry»        | Dee Snider                                                     | 2:57     |  |
| 4.    | «The Prisoner»       | Adrian Smith, Steve Harris                                     | 6:19     |  |
| 5.    | «Live Wire»          | Nikki Sixx                                                     | 3:15     |  |
| 6.    | «End of Days»        | Rich Ward, Chris Jericho                                       | 3:55     |  |
| 7.    | «Over the Mountain»  | Ozzy Osbourne, Randy Rhoads, Bob Daisley, Lee Kerslake         | 4:32     |  |
| 8.    | «Blackout»           | Sonja Kittelsen, Klaus Meine, Herman Rarebell, Rudolf Schenker | 3:39     |  |
| 9.    | «Feel the Burn»      | Ward, Jericho                                                  | 4:24     |  |
| 10.   | «Riding on the Wind» | Glenn Tipton, Rob Halford, K. K. Downing                       | 3:09     |  |
| 39:58 |                      |                                                                |          |  |

## Personal

### Músicos
- Chris Jericho - voz solista
- Rich Ward - voz y guitarra
- Dan Dryden - bajo
- Frank Fontsere - batería
- Ryan Mallam - guitarra
- Butch Walker  - guitarra y vocales adicionales en "Over the Mountain".
- Andy Sneap - vocal principal en "Blackout".

### Producción
- Michael Alago - Productor Ejecutivo
- John Briglevich - Productor
- Fozzy - Productores